# Каноков, Арсен Баширович
Арсе́н Баши́рович Кано́ков (кабард.-черк. Къанокъуэ Башир и къуэ Арсен; род. 22 февраля 1957, с. Шитхала, Урванский район, Кабардино-Балкарской АССР, РСФСР, СССР) — российский государственный и политический деятель. Сенатор Российской Федерации, в Совете Федерации России с 25 декабря 2013 года, член Комитета Совета Федерации по экономической политике.
Президент Кабардино-Балкарской Республики с 28 сентября 2005 по 31 декабря 2011 года. Глава Кабардино-Балкарской Республики с 1 января 2012 по 6 декабря 2013 года. Член Высшего совета партии «Единая Россия» до 7 февраля 2016 года. Доктор экономических наук (2001), действительный член Академии экономических наук и предпринимательской деятельности, автор ряда монографий и статей по проблемам залогового кредитования и особенностям государственного регулирования рыночной экономики в условиях переходного периода в России.
Из-за вторжения России на Украину, находится под международными санкциями стран Евросоюза, США, Канады и других стран.

## Биография
Арсен Каноков родился 22 февраля 1957 года в селении Шитхала Кабардино-Балкарской АССР, в семье рабочих: его мать была фельдшером, а отец работал овощеводом в совхозе, где отработав 27 лет, назначается агрономом, впоследствии занимал должность главы сельского совета. По национальности черкес.
В 1981 году окончил торгово-экономический факультет Московского института народного хозяйства имени Г. В. Плеханова.
В 1981—1983 годах служил в Советской Армии.
С 1983 по 1987 год работал в Москворецком плодоовощном объединении (последняя должность — начальник цеха).
В 1987 году зарегистрировал в Москве торгово-закупочный кооператив «Кодекс».
В 1991 году основал холдинговую компанию «Синдика», которая специализируется на многофункциональных торговых центрах, банковской деятельности, работает на инвестиционном рынке и в сфере строительства в Москве.
С 2000 по 2003 год — акционер и член совета директоров ЗАО АКБ «ЦентроКредит».
С 1998 по 2003 год — заместитель постоянного представителя Кабардино-Балкарской Республики при Президенте РФ.

### Депутат Государственной думы
В декабре 2003 года избран депутатом Государственной Думы РФ четвёртого созыва по общефедеральному списку избирательного объединения ЛДПР. Входил во фракцию ЛДПР.
Через год перешёл в «Единую Россию». Являлся заместителем координатора Южного координационного совета партии «Единая Россия», заместителем председателя Комитета Госдумы по бюджету и налогам, членом Комиссии Государственной Думы по проблемам Северного Кавказа.
В Кабардино-Балкарии Арсен Каноков стал известен как меценат и спонсор различных культурных программ. На его средства в г. Нальчике построена соборная мечеть, возведен памятник жертвам Кавказской войны, реконструированы гостиница «Интурист» и ресторан «Эльбрус». Также Арсен Каноков спонсировал футбольную команду «Спартак-Нальчик».

### Президент и Глава Кабардино-Балкарской Республики
27 сентября 2005 года Президент Российской Федерации Владимир Путин внёс на рассмотрение парламента Кабардино-Балкарии кандидатуру Арсена Канокова для наделения его полномочиями Президента республики. Выдвижение Арсена Канокова не стало неожиданностью, как и отставка Валерия Кокова: его фамилия уже несколько месяцев возглавляла списки возможных преемников, составляемые московскими и кабардино-балкарскими наблюдателями.
Уже на следующий день на внеочередном заседании парламента Кабардино-Балкарии за утверждение Арсена Канокова в должности президента КБР проголосовали все 105 депутатов.
13 октября 2005 года городе Нальчике бандиты предприняли вооружённую атаку. Для Арсена Канокова нападение на Нальчик явилось серьёзным испытанием. Как позднее сообщил чеченский террорист Шамиль Басаев, на нового президента республики не напали потому, что он приказал вновь открыть мечети.
С 16 марта по 25 сентября 2007 и с 4 января по 28 июля 2012 года — член президиума Государственного совета Российской Федерации.
В 2010 году Каноков был переизбран президентом Кабардино-Балкарской республики на второй срок.
С 1 января 2012, в связи с изменением в 2010 году Федерального закона № 184, в результате которого запрещено именовать глав субъектов РФ президентами, название высшего должностного лица изменено с «Президент Кабардино-Балкарской Республики» на «Глава Кабардино-Балкарской Республики».
6 декабря 2013 подал в отставку с поста Главы республики по собственному желанию.

### Член Совета Федерации
17 декабря 2013 года Фатима Иванова, представлявшая в Совете Федерации парламент Кабардино-Балкарии с 26 сентября 2013 года, заявила о сложении полномочий. На следующий день Совет Федерации досрочно прекратил её полномочия.
25 декабря 2013 года депутаты парламента Кабардино-Балкарии четвёртого созыва (2009—2014) утвердили Арсена Канокова представителем парламента КБР в Совете Федерации на срок полномочий созыва.
9 октября 2014 года депутаты парламента Кабардино-Балкарии пятого созыва (2014—2019) выбрали главой республики из трёх кандидатов единогласно Юрия Кокова. Тот на следующий день, 10 октября, назначил Арсена Канокова представителем правительства КБР в Совете Федерации на срок 5 лет.
В 2018 году сменил умершего А. М. Нахушева в должности президента Адыгской (Черкесской) международной академии наук.
3 октября 2019 года депутаты парламента Кабардино-Балкарии шестого созыва (2019—2024) выбрали главой республики из трёх кандидатов единогласно Казбека Кокова. Тот на следующий день, 4 октября, назначил Арсена Канокова представителем правительства КБР в Совете Федерации на срок 5 лет.

## Семья
Женат, трое детей.
Жена — Фатима Муаедовна Канокова (девич. Жамборова), до вступления Канокова на пост президента Кабардино-Балкарии, принимала участие в бизнесе мужа, позднее занималась благотворительностью.
Дети: дочь Мадина (род. 1987), двойняшки Амина и Альберт (род. 2002).

## Санкции
24 марта 2022 года, на фоне вторжения России на Украину, внесён в санкционный список Канады «соратников режима» за «содействие в нарушения суверенитета и территориальной целостности Украины»
30 сентября 2022 года внесён санкционный список Соединенных Штатов Америки «за аннексию Путиным регионов Украины» и одобрения закона о фейках. Государственный департамент отмечает что сенаторы «проголосовали за одобрение просьбы Путина о вводе войск в Украину, что послужило неоправданным предлогом для полномасштабного вторжения России в Украину».
16 декабря 2022 года включён в санкционный список Евросоюза, так как «поддерживал и реализовывал действия и политику, которые подрывают территориальную целостность, суверенитет и независимость Украины и ещё больше дестабилизируют Украину», в частности за поддержку аннексии оккупированных украинских территорий.
По аналогичным основаниям находится в санкционных списках Швейцарии, Австралии, Украины, Великобритании и Новой Зеландии

## Собственность и бизнес
Согласно декларациям о доходах и имуществе за 2008 год заработал 4 892 000 рублей, за 2009 год — 1 003 762 рублей, за 2010 год — 87 034 831 рубль, имея в личной собственности земельные участки и автомобиль «Мерседес-Бенц S600L».
Арсен Каноков входит в список российских миллиардеров по версии журнала «Финанс», является владельцем многопрофильного холдинга «Синдика», возникшего в 1987 году на базе кооператива «Кодекс». Холдингу принадлежат активы в Москве: Межрегиональный клиринговый банк, ЗАО «КБР», торговые комплексы «Троицкий», «Покровский», «Усачевский», «Братиславская», «Тушинский», подмосковный «Синдика-О», центральный рынок в городе Дзержинский, Верхний рынок в городе Пятигорске, гостиницы «Интурист» в Пскове и Нальчике, санаторий «Целебный нарзан» в Кисловодске, а также проект «Галерея» (сеть торгово-развлекательных комплексов в Ставрополе, Тамбове, Пятигорске,Кисловодске и Нальчике). В 2009 году структурами Арсена Канокова был приобретён торгово-развлекательный комплекс «Милан», оценочной стоимостью 150 млн долларов.
Вошел в рейтинг журнала Forbes «200 богатейших бизнесменов России 2021», где занял 160 позицию с состоянием 750 млн долларов США.

## Происшествия
8 октября 2017 года сгорел один из крупнейших строительных рынков Подмосковья — «Синдика». Forbes оценили рынок в $125 млн (7,1 млрд рублей по курсу на момент происшествия). Строительный торговый центр был застрахован в компании «ВТБ Страхование» на сумму 4,2 млрд рублей от рисков утраты, гибели и повреждения имущества страхователя, в том числе при пожаре.

## Награды
- Орден Преподобного Сергия Радонежского II степени
- Орден Александра Невского
- Медаль «За боевое содружество» (ФСО России)
- Медаль «За содействие органам наркоконтроля» (ФСКН России)
- Почётный гражданин Нальчика (30 августа 2002)[35][36]
- Орден Дружбы (22 февраля 2007) — за большой вклад в социально-экономическое развитие республики[37]
- Почётная грамота Правительства Российской Федерации (22 февраля 2007) — за большой личный вклад в социально-экономическое развитие Кабардино-Балкарской Республики[38]
- Золотая медаль «За миротворческую и благотворительную деятельность» (20 июня 2008) — за большой вклад в развитие институтов гражданского общества в Кабардино-Балкарской Республике, целенаправленную гуманитарную политику, плодотворную политику в отношении социально уязвимых слоев, а также активную поддержку миротворческой и благотворительной деятельности
- Орден «За заслуги перед Отечеством» IV степени (21 октября 2010) — за большой вклад в социально-экономическое развитие республики и многолетнюю добросовестную работу[39]
- Благодарность Президента Российской Федерации (24 февраля 2012) — за большой вклад в социально-экономическое развитие субъектов Российской Федерации и многолетнюю добросовестную работу
- Благодарственное письмо Главы Чеченской Республики (4 июня 2013) — за профессиональную подготовку и безупречную службу сотрудников Оперативной группы ФСИН России, направленных для выполнения служебно-боевых задач по охране и обороне комплекса правительственных зданий и сооружений Чеченской Республики[40]
- Орден Почёта (2018)
- Орден «Честь и слава» III степени (22 февраля 2022, Абхазия) — за вклад в развитие и укрепление дружественных отношений между Республикой Абхазия и Кабардино-Балкарской Республикой[41]
- Орден «За заслуги перед Кабардино-Балкарской Республикой» (1 сентября 2022) — за выдающиеся заслуги в становлении государственности Кабардино-Балкарской Республики и большой вклад в социально-экономическое развитие республики